# Zigong

Lage Zigongs in Sichuan

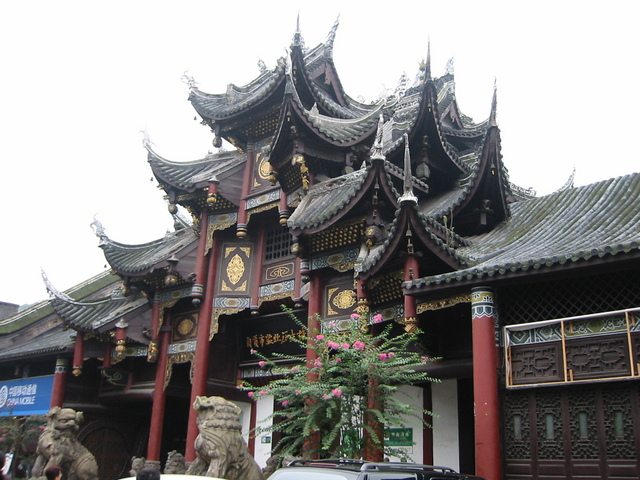
Salzmuseum Zigong

Zigong (chinesisch 自貢市 / 自贡市, Pinyin Zìgòng Shì) ist eine bezirksfreie Stadt in der südwestchinesischen Provinz Sichuan, die im 7. Jahrhundert entstand. Im Jahre 1958 wurde die Stadt an das Eisenbahnnetz angeschlossen und entwickelte sich aufgrund der reichen Salz- und Gasvorkommen bald zu einem Zentrum für die Chemische Industrie. Es werden hier beispielsweise Maschinen und Düngemittel hergestellt. Die Stadt beherbergt ein Dinosauriermuseum, in dem zahlreiche fossile Versteinerungen prähistorischer Lebewesen, die in der Umgebung gefunden wurden, ausgestellt werden.
Die Xiqin-Versammlungshalle (西秦会馆, Xiqin huiguan) steht auf der Liste der Denkmäler der Volksrepublik China.
Zigong hat 2.489.256 Einwohner (Stand: Zensus 2020). In dem eigentlichen städtischen Siedlungsgebiet leben 666.204 Menschen (Stand: Zensus 2010).

## Basisdaten
- Höhe: 390 m
- Fläche: 4.373 km²
- Einwohner: 2.489.256 (Stand: Zensus 2020)

## Administrative Gliederung
Auf Kreisebene setzt sich Zigong aus vier Stadtbezirken und zwei Kreisen zusammen. Diese sind (Stand: Zensus 2020):
- Stadtbezirk Ziliujing (自流井区), 155 km², 481.981 Einwohner, Zentrum, Sitz der Stadtregierung;
- Stadtbezirk Da’an (大安区), 375 km², 291.645 Einwohner;
- Stadtbezirk Gongjing (贡井区), 407 km², 226.704 Einwohner;
- Stadtbezirk Yantan (沿滩区), 449 km², 297.365 Einwohner;
- Kreis Rong (荣县), 1.578 km², 469.488 Einwohner, Hauptort: Großgemeinde Xuyang (旭阳镇);
- Kreis Fushun (富顺县), 1.334 km², 722.073 Einwohner, Hauptort: Großgemeinde Fushi (富世镇).